# Park Retiro
Park Retiro (španělsky plným názvem parque del Buen Retiro) je historická zahrada a městský park v Madridu. Je považován za jednu z hlavních turistických atrakcí města díky početným architektonickým, sochařským a krajinářským prvkům pocházejících z 17. až 21. století. Nejvýraznější z nich jsou např. památník Alfonse XII., Křišťálový palác, Velké jezero, náměstí Parterre, brána Filipa IV, Královská astronomická observatoř, Velázquezův palác a fontána Alcachofa, nebo pozůstatky kaple svatých Peleya a Izidora z románského období.
Park byl založen v 17. století jako krajinářský projekt napojený na palác Buen Retiro – královské sídlo, které nechal vystavět Gaspar de Guzmán pro krále Filipa IV. Jeho využití jako městského parku začalo v roce 1767, kdy král Karel III. dovolil vstup veřejnosti. Definitivně se stal městským veřejným prostorem v roce 1868, kdy se jeho správcem stala madridská radnice. Kvůli poškozením vzniklých během španělské války za nezávislost (1808–1814) jeho současný charakter je výsledkem zásahů realizovaných v 19. a 20. století. Dochovaly se zde však i některé původní parkové prvky ze 17. a 18. století. V parku roste přibližně 19 tisíc stromů 160 různých druhů, především jírovec maďal, dále pak platan javorolistý, zmarlika Jidášova, trachykarpus žíněný a další.
Rozloha parku je 118 ha a jeho obvod je 4,5 km. Administrativně je součást stejnojmenné městské části Retiro. Na severu je vymezen ulicemi Alcalá a O'Donnell, na východě Menéndez Pelayo, na jihu Del poeta Esteban Villegas a na západě Alfonso XII. Od července 2021 je součástí světového kulturního dědictví UNESCO spolu s blízkou městskou zástavbou pod názvem „Paseo del Prado a park Retiro, krajina umění a vědy“.

## Fotogalerie

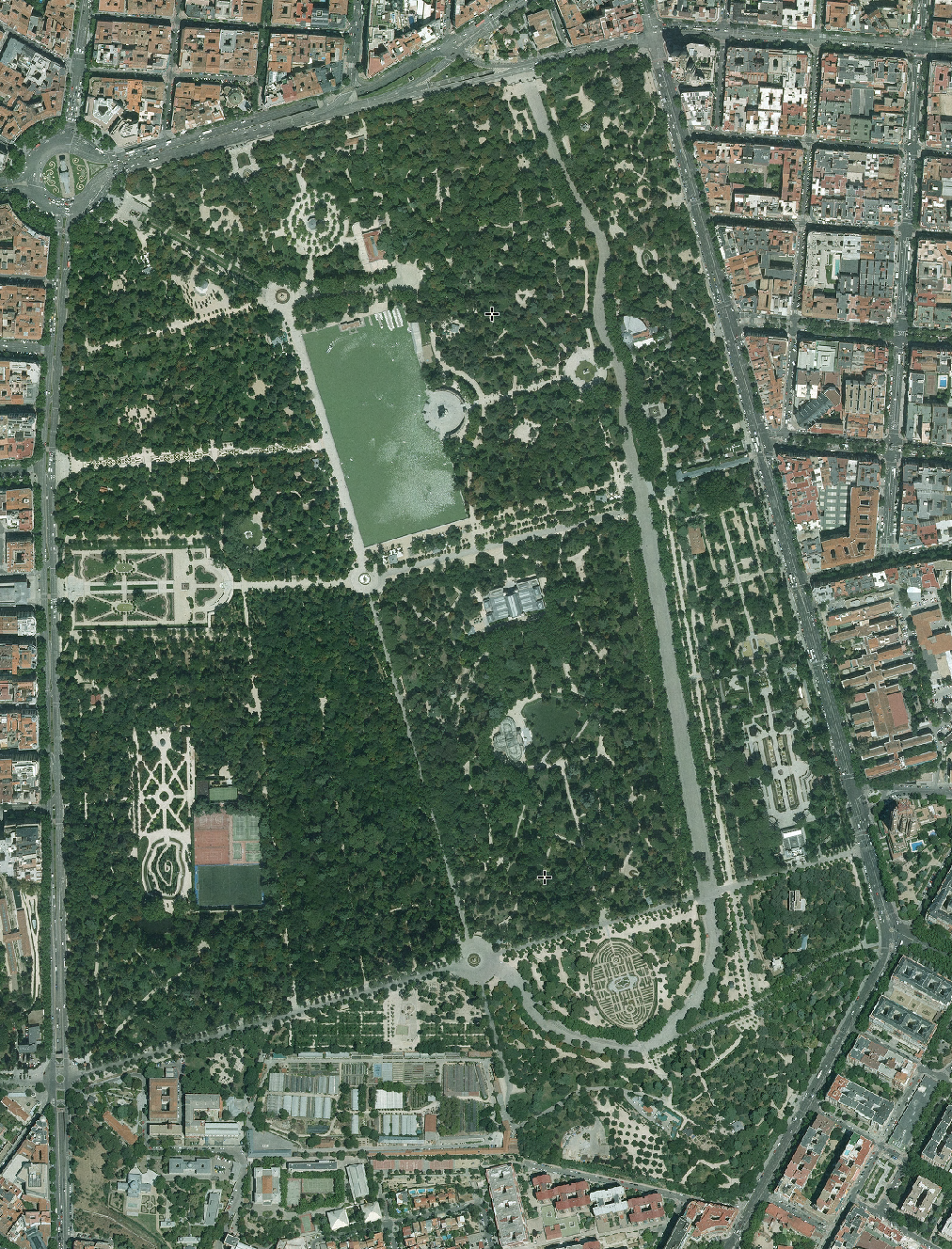
Letecký snímek parku
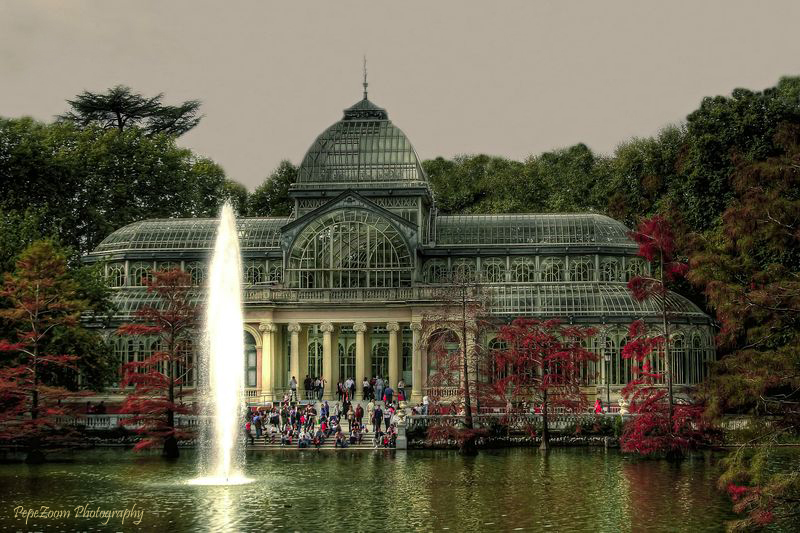
Křišťálový palác
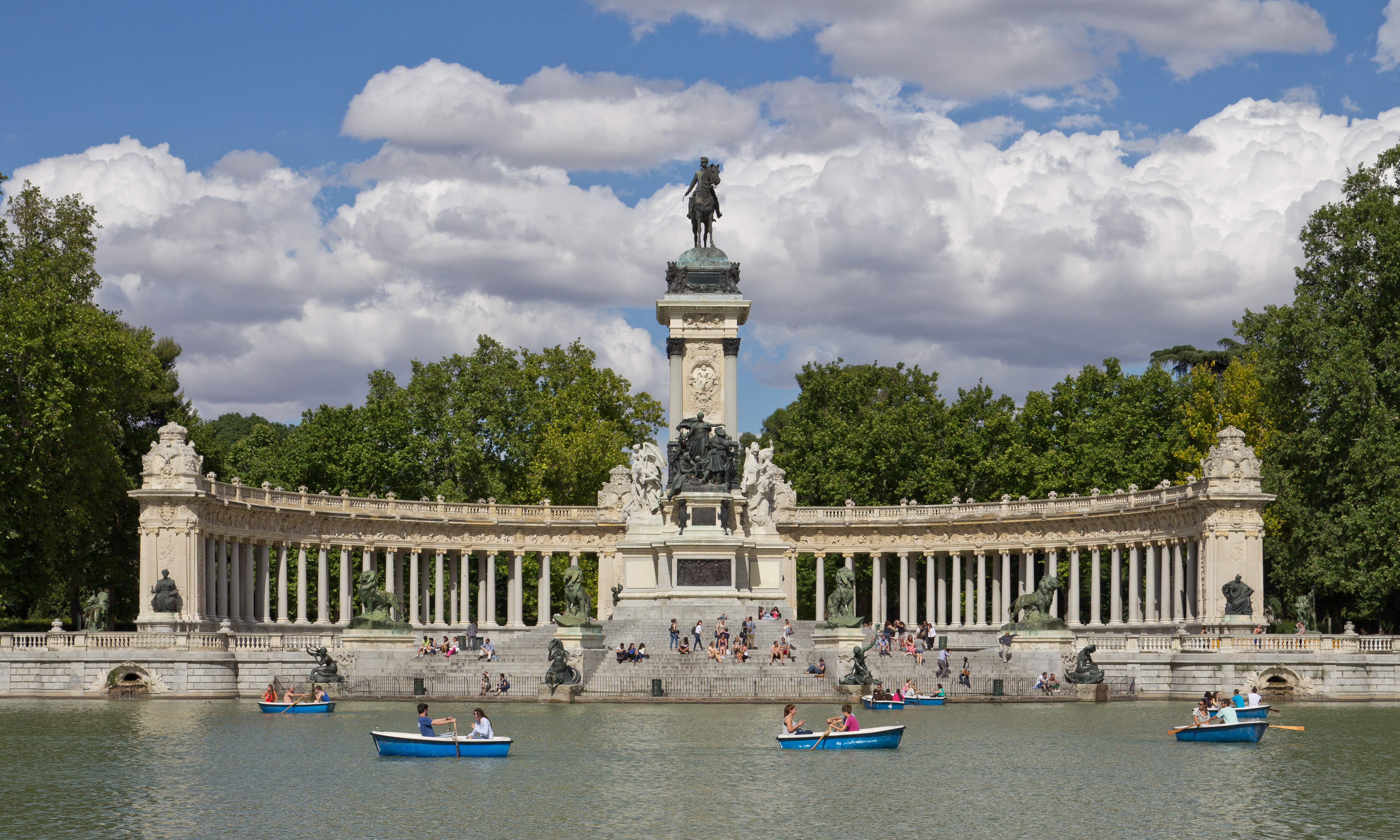
Památník Alfonse XII.
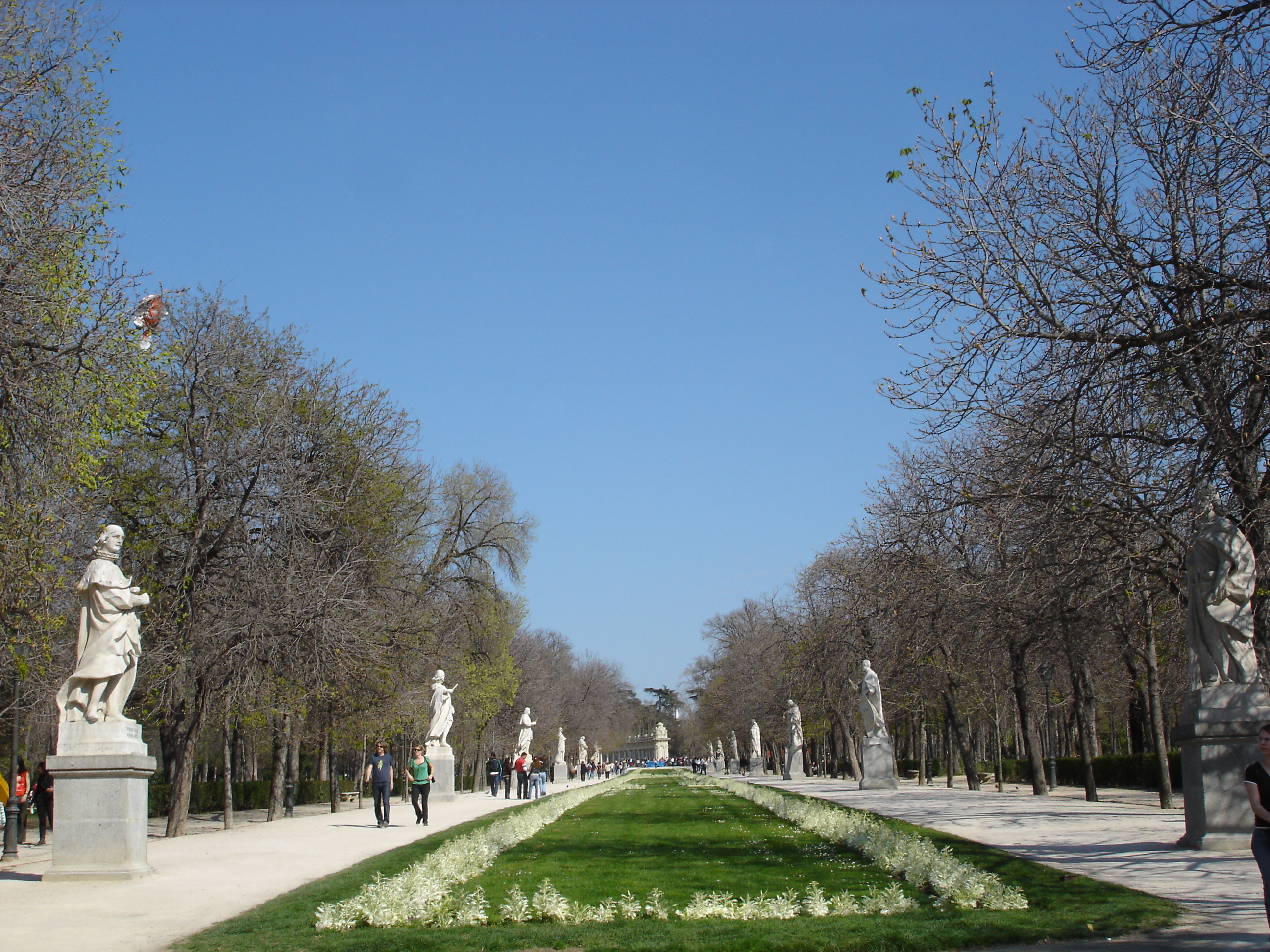
Paseo de la Argentina
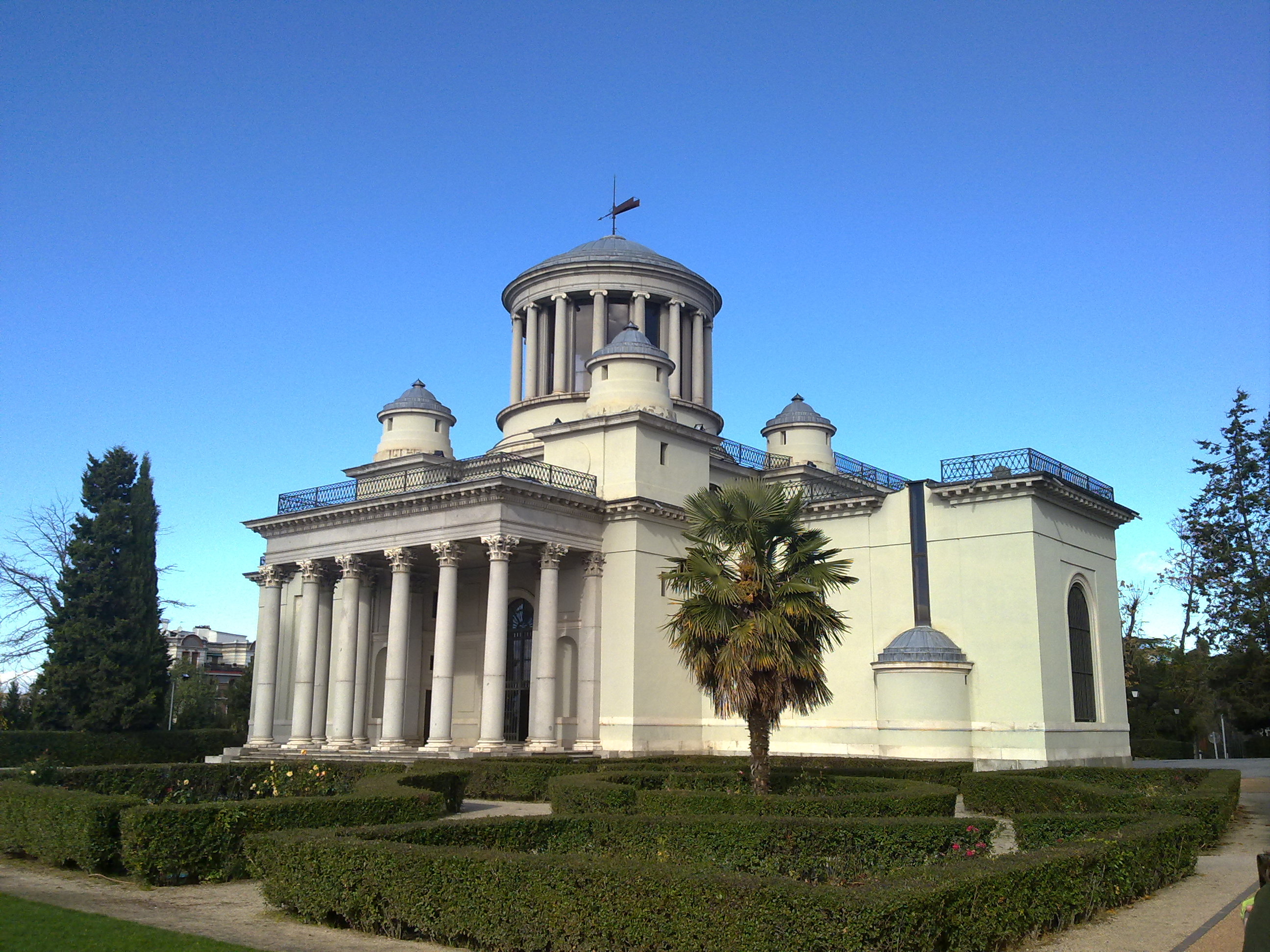
Královská observatoř
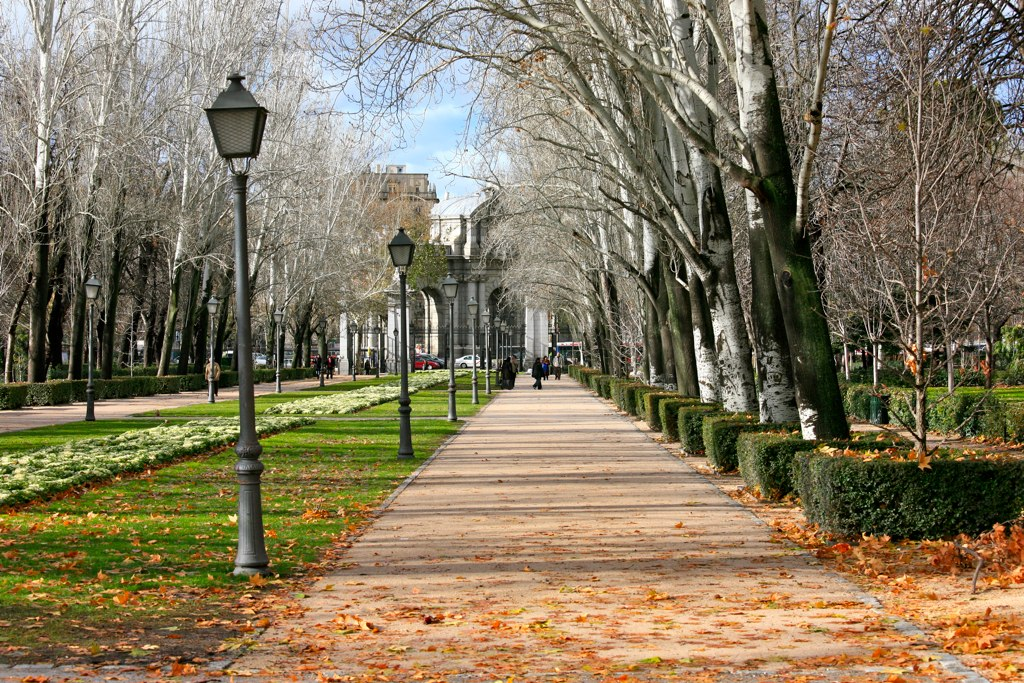
Jedna ze zdejších alejí
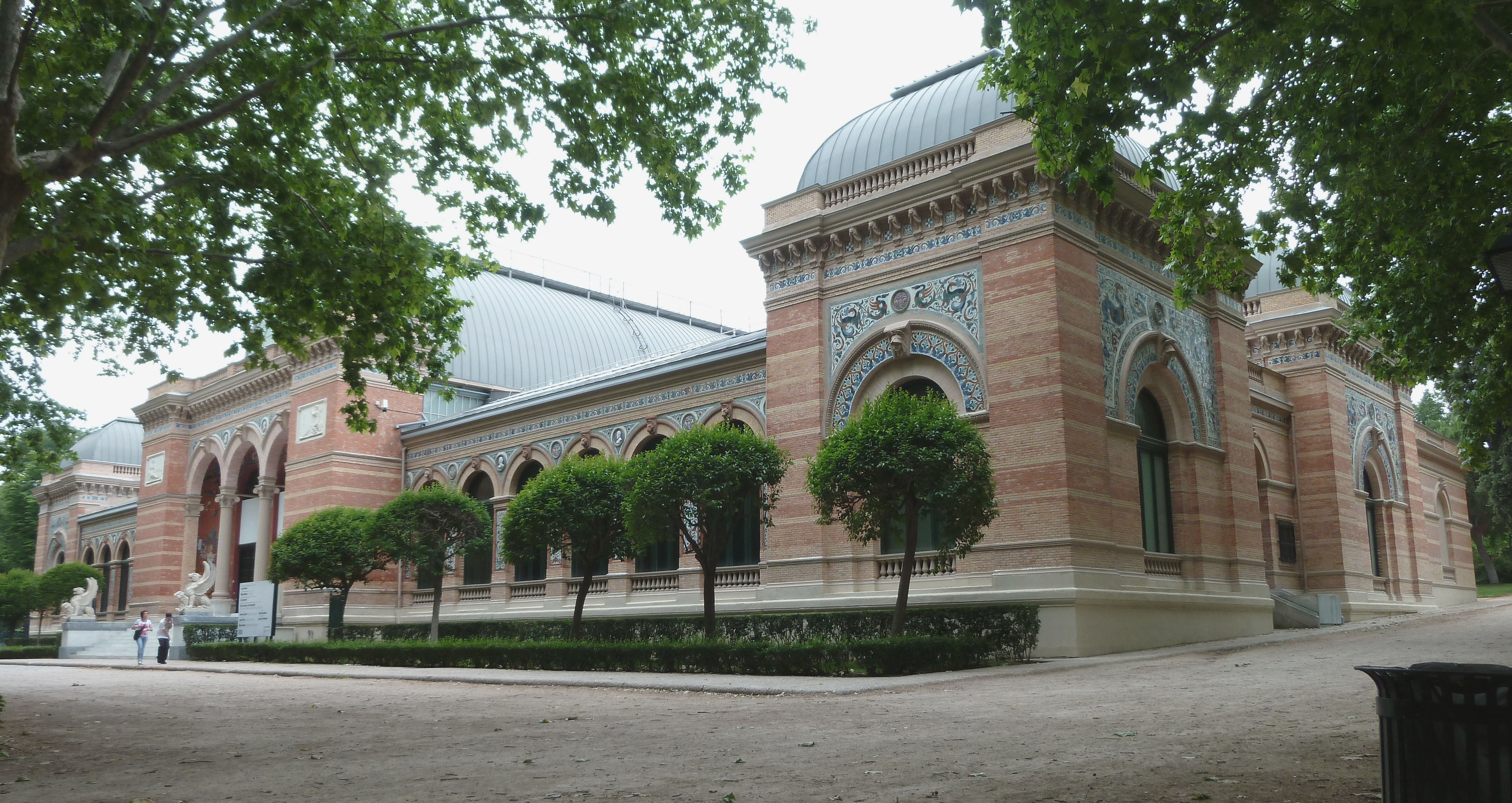
Velázquezův palác